# Source (příkaz)
source je unixový příkaz, který vyhodnocuje obsah souboru předaného jako parametr souboru jako seznam příkazů, jako kdyby byly zadané v současném kontextu. „Současný kontext“ je okno terminálu, ve kterém uživatel zadal příkaz source.
Příkaz source může být vyvolán i zadáním tečky (.) v Bashi a obdobných shelech. Tento způsob zavolání tohoto příkazu ale není možný v C shellu, kde se tento příkaz objevil poprvé.
Některé skripty v Bashi by měly být spouštěny raději právě pomocí source váš-skript než jako spustitelný soubor, například pokud obsahují příkaz měnící aktuální adresář (cd) a uživatel zamýšlí v tomto adresáři ukončit i poté, co skript skončí, anebo pokud skript nemá přidělené právo ke spuštění. Předání jména skriptu shellu, který ji má spustit, spustí skript v subshellu a ne v současném shellu. 